# عبدالفاضل سوانون
عبدالفاضل سوانون (انگلیسی: Abdel Fadel Suanon؛ زادهٔ ۲۴ ژوئن ۱۹۹۵) بازیکن فوتبال اهل بنین است.
از باشگاه‌هایی که در آن بازی کرده است می‌توان به باشگاه فوتبال القیروانیه، باشگاه فوتبال ضمک، و باشگاه فوتبال ستاره ساحلی اشاره کرد.
وی همچنین در تیم ملی فوتبال بنین بازی کرده است.